# Công tước Spoleto
Công tước Spoleto là người cai trị Spoleto và hầu hết miền trung nước Ý bên ngoài lãnh thổ Giáo hoàng trong suốt thời sơ kỳ và hậu kỳ Trung Cổ (khoảng năm 500 – 1300). Các công tước đầu tiên được vua Lombard bổ nhiệm nhưng lại độc lập trong thực tế. Những nhà chinh phục Caroling của người Lombard vẫn tiếp tục bổ nhiệm công tước như người kế nhiệm của họ đã làm với Đế quốc La Mã Thần thánh. Vào thế kỷ 12, các công tước của Spoleto ngày càng xa rời thân phận chư hầu quan trọng nhất của đế quốc ở Ý. Họ thường mang cả danh hiệu dux et marchio, "công tước và biên tước" trong vai trò nhà cai trị cả Spoleto và Camerino.

## Danh sách công tước

### Thời kỳ Lombard thống trị
- Faroald I 570–592
- Ariulf 592–602
- Theodelap 602–650
- Atto 650–665
- Thrasimund I 665–703
- Faroald II 703–724
- Thrasimund II 724–739, lần đầu tiên
- Hilderic 739–740
- Thrasimund II 740–742, lần thứ hai
- Agiprand 742–744
- Thrasimund II 744–745, lần thứ ba
- Lupus 745–752
- Unnolf 752
- Aistulf 752–756
- Ratchis 756–757
- Alboin 757–759
- Desiderius 758–759
- Gisulf 758–763
- Theodicius 763–773
- Hildeprand 774–788

### Thời kỳ Frank thống trị
- Winiges 789–822
- Suppo I 822–824
- Adelard 824
- Mauring 824
- Adelchis I 824–834
- Lambert of Nantes 834–836
- Berengar 836–841
- Guy I 842–859
- Lambert I 859–871
- Suppo II 871–876
- Lambert I 876–880
- Guy II 880–883
- Guy III 883–894
- Lambert II 894–898
- Guy IV 895–898
- Alberic I 898–922
- Boniface I 923–928
- Peter 924–928
- Theobald I 928–936
- Anscar 936–940
- Sarlione 940–943
- Hubert 943–946
- Boniface II 946–953
- Theobald II 953–959
- Thrasimund III 959–967
- Pandulf I 967–981
- Landulf 981–982
- Thrasimund IV 982–989
- Hugh I Vĩ đại 989–996 (còn là Biên tước xứ Tuscany)
- Conrad 996–998
- Adhemar 998–999
- Romanus 1003–1010
- Rainier 1010–1020
- Hugh II 1020–1035
- Hugh III 1036–1043

### Thời kỳ Tuscany thống trị
- Boniface III 1043–1052 (còn là Biên tước xứ Tuscany)
- Frederick 1052–1055 (còn là Biên tước xứ Tuscany)
  - Beatrice xứ Bar, 1052–1055 (nhiếp chính vương mẹ của Frederick và Mathilda)
  - Godfrey Râu rậm, Công tước xứ Hạ Lorraine, 1053–1055 (nhiếp chính vương chồng của Beatrice và cha dượng của Frederick và Matilda)

to the papacy 1056–1057
- Matilda, 1057–1082 (còn là Biên tước xứ Tuscany)
  - Godfrey Râu rậm, Công tước xứ Hạ Lorraine 1057–1069 (còn là nhiếp chính vương xứ Tuscany)
  - Godfrey Lưng gù, Công tước xứ Hạ Lorraine, 1069–1076 (còn là nhiếp chính vương xứ Tuscany)
- Rainier II 1082–1086
- Matilda, 1086–1093 (còn là Biên tước xứ Tuscany)
- Werner II 1093–1119
- Conrad von Scheiern, 1120–1127 (còn là Biên tước xứ Tuscany)
- Engelbert III xứ Sponheim, 1135–1137 (còn là Biên tước xứ Tuscany)
- Henry Hùng vĩ, Công tước xứ Bavaria, 1137–1139 (còn là Biên tước xứ Tuscany)
- Ulrich xứ Attems, 1139–1152 (đại diện hoàng gia xứ Tuscany và Spoleto)
- Welf VI, 1152–1160 (còn là Biên tước xứ Tuscany)
- Welf VII, 1160–1167 (còn là Biên tước xứ Tuscany)
- Welf VI, 1167–1173 (còn là Biên tước xứ Tuscany)
- Ridelulf 1173–1183
- Conrad I 1183–1190, lần đầu tiên
- Pandulf II 1190–1195
- Conrad I 1195–1198, lần thứ hai

### Thời kỳ Giáo hoàng thống trị
- Henry 1205
- Diepold 1209–1225
- Rainald 1223–1230, lần đầu tiên
- Conrad II 1227–1267
- Berthold 1251–1276
- Rainald 1251–1276, lần thứ hai
- Blasco Fernández bị ám sát năm 1367
- Guidantonio I da Montefeltro 1419–1443
- Franceschetto Cybo c. 1503–1519

## Thành viên hoàng gia Ý
- Thân vương Aimone Roberto Margherita Maria Giuseppe di Torino of Savoy 1904–1948